# Jozef Murgaš
Jozef Murgaš (Tajov, Slovaquie, 17 février 1864 – Wilkes-Barre, 11 mai 1929) est un inventeur, peintre, homme politique, collectionneur et prêtre catholique slovaque. 
Il a déposé douze brevets entre 1904 et 1911, dont certains font de lui un véritable précurseur en matière de transmission sans fil.

## Biographie
Né dans une famille pauvre, il suit une formation religieuse et devient séminariste à Bratislava à 16 ans. Entre 1889 et 1894, il fait des études de peinture dans une école d'art de Budapest puis à Munich. Du fait de l'oppression hongroise en Slovaquie, il doit émigrer aux États-Unis et arrive en Pennsylvanie en 1896 comme prêtre aumônier dans une région minière où sont installées trois cents familles slovaques. Il participe alors à la fondation d'une école, d'une bibliothèque, d'un terrain de jeux, de thermes et d'une église. 
Murgaš se lance aussi dans des expérimentations scientifiques. Il dépose ainsi entre 1904 et 1916 douze brevets d'invention dont la plus célèbre est un appareil de radiotélégraphie sans fil avec le mode de transmission de messages associé. On lui doit de même un ondemètre. 
Lors de la Première Guerre mondiale, il s'engage pour le rapprochement de la Tchéquie et de la Slovaquie et participe en 1918 à l'élaboration des accords de Pittsburgh (en) unifiant les deux pays. 
De retour en Slovaquie en 1920, il tente d'y enseigner l'électrotechnique mais, n'ayant aucun diplôme, les autorités lui interdisent. Il décide alors de revenir aux États-Unis où il finit sa vie.

## Brevets 1904 - 1911
- Appareil pour télégraphie (1904) – description : adaptation d'un interrupteur de type Wahnelt et la construction d'un détecteur d'ondes électromagnétiques, dans lequel une patte tournante de carbone remplace un cohéreur avec des copeaux métalliques
- (en) Brevet U.S. 759826 La façon de transmettre des messages sans fil (1904) – description : système de modulation de tons pour la transmission des signaux du code Morse
- (en) Brevet U.S. 860051 Construction d'antenne pour télégraphie sans fil (16 juillet 1907).
- (en) Brevet U.S. 876383 Appareils  pour la production d'ondes électromagnétiques (1908)
- (en) Brevet U.S. 848675 Ondemètre (1907)
- (en) Brevet U.S. 848676 Transformateur électrique (1907)
- (en) Brevet U.S. 860051 Télégraphie sans fil souterrain
- (en) Brevet U.S. 915993 Télégraphie sans fil(1909)
- (en) Brevet U.S. 917104 Détecteur d'onde magnétique(1909)
- (en) Brevet U.S. 930780 Détecteur magnétique (1909)
- (en) Brevet U.S. 1196696 Invention déposée aux États-Unis; donnée à l'Angleterre GB9726 en 1907
- (en) Brevet U.S. 1196969 La façon et l'appareil pour fabriquer du courant électrique alternatif (1916)
- (en) Brevet U.S. 1001975 Appareil pour fabriquer des oscillations électriques (1911)
- ? Enrouleur pour canne à pêche (1912)
- Coauteur de deux inventions concernant les lampes à arc électrique (1910)